# Vysílač KVLY-TV
Vysílač KVLY-TV (dříve Vysílač KTHI-TV) je 628,8 m vysoký kotvený stožár stojící v Severní Dakotě ve Spojených státech amerických, používaný jako televizní vysílač. Od svého dokončení v roce 1963 byl nejvyšší stavbou světa. V roce 1974 byl o 18 metrů překonán polským vysílačem Konstantynow, který se však zhroutil v roce 1991 a vysílač KVLY-TV se tak znovu stal nejvyšší stavbou světa. Podruhé své prvenství ztratil v roce 2008, kdy ho svou výškou překonal rozestavěný mrakodrap Burdž Chalífa, který své plné výšky (828 metrů) dosáhl v roce 2009.
Stavba vysílače nebyla časově ani finančně náročná, byl postaven za 30 dní a stál 500 tisíc dolarů. Po dokončení této stavby americký Federální letecký úřad (Federal Aviation Administration) podle výšky vysílače stanovil maximální limit pro výšku nových staveb. Později byl limit snížen na 609,6 m (2 000 stop). Ve Spojených státech tedy nemůže být v souladu se zákonem postavena žádná vyšší stavba.

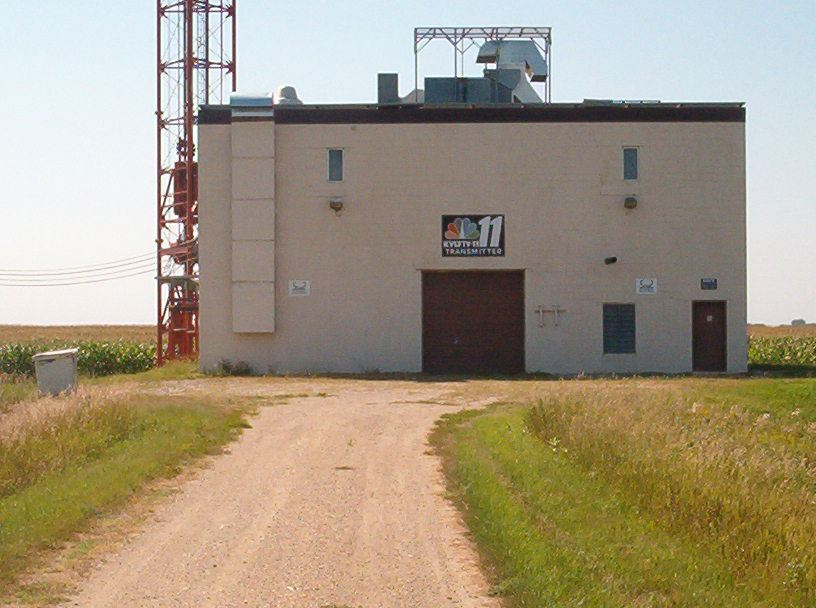
základna stožáru
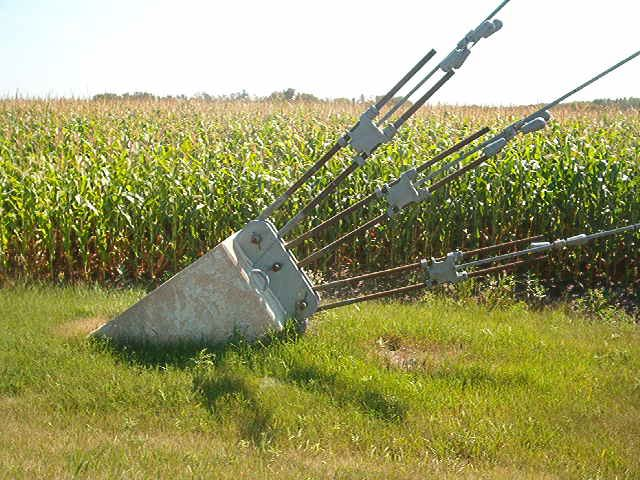
ukotvení jistících lan stožáru
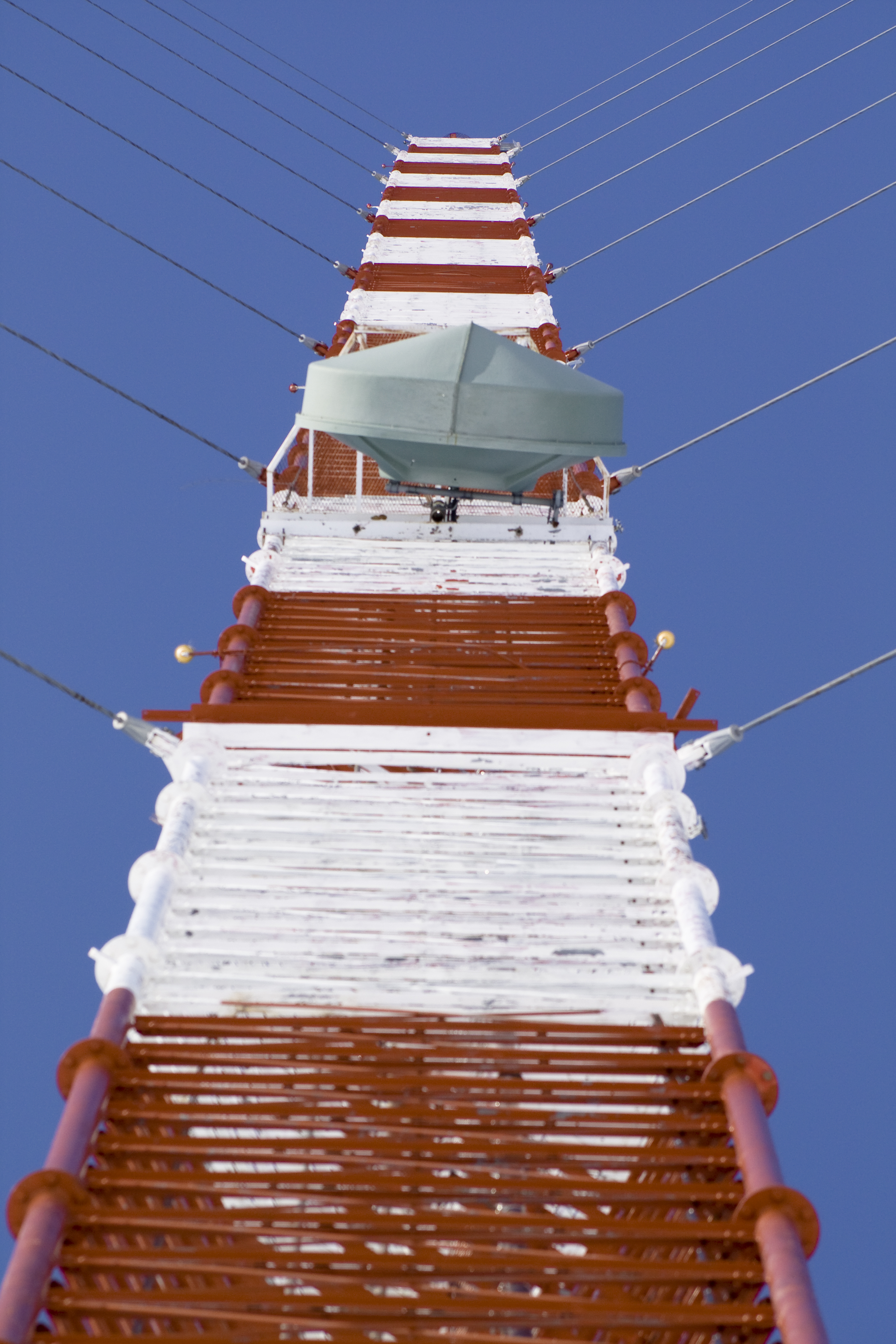
Každý barevný segment je 100 stop (30,48 m) dlouhý